# Saint-Christoly-Médoc
Saint-Christoly-Médoc è un comune francese di 295 abitanti situato nel dipartimento della Gironda nella regione della Nuova Aquitania.

## Società

### Evoluzione demografica
Abitanti censiti